# Beketinec
Beketinec falu Horvátországban Kapronca-Kőrös megyében. Közigazgatásilag Kőröshöz tartozik.

## Fekvése
Köröstől 9 km-re nyugatra a Kemléki-hegység lejtőin fekszik.

## Története
Beketinecet  a kustyeri (Gušćerovec) uradalom részeként 1495-ben említik először. A 16. században számos tulajdonosa volt. 1500-ban Horvát Péter, 1512-ben Pekry Lajos, 1517-ben Bocskai özvegye, 1598-ban Orehoczy Ferenc. A 19. század végén Beketinec tulajdonosa Obad Iván volt, aki 1901-ben eladta a birtokot a zágrábi dr. Grünwald Sándornak és Daubachy Istvánnak. Ők a következő évben a birtok egy részét eladogatták a helyi parasztoknak.
A falunak 1857-ben 99, 1900-ban 177 lakosa volt. Trianonig Belovár-Kőrös vármegye Körösi járásához tartozott. 2001-ben a falunak 62 lakosa volt.